# Concepción Gasset Solis
Concepción Gasset Solis (Castelló de la Plana, País Valencià, 1887 - 1960) va ser una burgesa valenciana que es dedicà a la política relacionada amb el Partit Republicà Radical i l'Agrupació Femenina Radical.

## Biografia
Concepción Gasset Solis va nàixer a Castelló de la Plana el 1887 dins d'una família acomodada. Va ser la segona dels nou fills del matrimoni format per l'advocat i polític Fernando Gasset Lacasaña, líder del Partit Republicà Radical de Castelló i que va arribar a presidir el Tribunal de Garanties Constitucionals el 1934, amb Ramona Solís Claras, nascuda a València. El 1914 es va casar a Castelló amb José Morelló del Pozo, advocat de professió, que va ser alcalde de Castelló el 1920, vicepresident del comitè provincial del Partit Radical de Castelló el 1930 i diputat provincial. No van tenir fills.
Concepció va ser, d'entre tots els fills de Fernando Gasset, la més activa i més compromesa amb l'ideari del Partit Republicà Radical. Era molt freqüent veure-la en mítings i manifestacions donant suport amb la seua presència a la intervenció dels candidats radicals. El juliol del 1932, amb motiu de la presentació de l'Agrupació Femenina Radical, es va celebrar un acte polític al cinema Capitol de Castelló presidit per Carlos Selma, dirigent republicà. Era costum que en els actes de proselitisme polític dels republicans, es reclamara la presència de l'esposa o dels fills del militant o de la família republicana al complet. Concepción, filla i esposa de polítics radicals, va presidir l'acte des de la tribuna i prompte va ocupar llocs de responsabilitat en l'Agrupació. Com a organisme autònom de l'Agrupació Femenina Radical es va crear el rober "Mariana Pineda", que concretava aquesta labor benèfica i assistencial de l'Agrupació i on Concepción va desenvolupar la seua labor. Concepción va morir a Castelló de la Plana el 27 de febrer de 1960.